# Aleksandr Ivanov (friidrottare)
Aleksandr Ivanov, född 25 april 1993, är en rysk friidrottare som tävlar i gång..
Ivanov tog VM-guld 2013.